# Nick Toon
Nick Toon (Middleton, 4 novembre 1988) è un giocatore di football americano statunitense che gioca nel ruolo di wide receiver per i Los Angeles Rams della National Football League (NFL). Fu scelto nel corso del quarto giro (122º assoluto) del Draft NFL 2012 dai New Orleans Saints. Al college ha giocato a football all'Università del Wisconsin-Madison.

## Carriera professionistica

### New Orleans Saints
Il 28 aprile 2012, Toon fu scelto nel corso del quarto giro del Draft 2012 dai New Orleans Saints. A causa di un infortunio, nella sua stagione da rookie non scese mai in campo. Debuttò come professionista nella settimana 1 della stagione 2013 contro gli Atlanta Falcons. Partì per la prima volta come titolare nel Monday Night Football della settimana 4 vinto contro i Miami Dolphins in cui ricevette un passaggio da 18 yard da Drew Brees.

### St. Louis Rams
Nel 2015, Toon firmò con i St. Louis Rams.

## Statistiche
| Partite totali         | 16  |
| Partite da titolare    | 5   |
| Yard su ricezione      | 283 |
| Touchdown su ricezione | 1   |